# Bookline
A Bookline egy jelentős magyar online könyváruház. Hat üzletágat foglal magába: könyv, antikvár, e-könyv, idegen nyelvű könyv, zene, film. A magyar és a román piacon is jelen van.

## Története

### A kezdetek
A Bookline története 2001-ben kezdődött, amikor Márffy György internetes könyvkereskedést hozott létre. A bookline.hu online antikváriumként indult a Központi Antikvárium készletével, amely 2006-ra az ország legnagyobb online könyváruháza lett. Az átgondolt ár- és marketingstratégiának köszönhetően az oldal igen dinamikusan növekedett az évek során. Forgalma ezzel párhuzamosan nőtt (2005-ben még csak 600 millió, 2006-ban már 1,5 milliárd forint volt), miközben a tulajdonosi szerkezet és a cégforma folyamatosan változott egészen a vállalat 2006. augusztusi tőzsdei bevezetéséig. 
A Bookline  működésének első 10 éve során a kezdeti online antikváriumból több milliós termékkínálattal és közel 900 ezer regisztrált felhasználóval bíró internetes vállalattá vált, amelynek termék- és szolgáltatáskínálata messze túlmutat a kezdeti elképzeléseken. A társaság korábban elfogadott termékbővítési stratégiájának köszönhetően már a 2011-es, rekorderedményeket felmutató karácsonyi szezonban is több százezer termék szerepelt a könyvön kívül a webáruház kínálatában,

### A Shopline
A Bookline.hu Nyrt. 2012. január 15-én új, univerzális webáruházként hozta létre a Shopline-t. A Budapesti Értéktőzsdén jegyzett társaság saját, hivatalos elnevezését is Shopline-webáruház Nyrt.-re, webcímét pedig shopline.hu-ra változtatta. A Shopline a „bolt a boltban” rendszer keretein belül számos hazai és nemzetközi márka webshopjának is otthont adott.

### A Libri-Bookline Zrt.
2013 újabb változást hozott: a Libri Könyvkereskedelmi Kft.-nek és érdekeltségeinek, valamint a Shopline Nyrt.-nek a fúziójából megalakult a Libri-Shopline Nyrt. 2016. augusztus 31-ével kivezették a Libri-Shopline Kereskedelmi Nyrt. részvényeit a Budapesti Értéktőzsdéről (BÉT), ettől a naptól a társaság neve Libri-Bookline Kereskedelmi Zrt.-re változott.
Jelenlegi formáját, a Libri-Bookline Zrt.-t a két legerősebb magyarországi könyves márka, a Libri és a Bookline összefonódásával nyerte el. Jogelődje a Libri Könyvkereskedelmi Kft. és érdekeltségei, valamint a Shopline Nyrt.  2013-as fúziójával megalakult Libri-Shopline Nyrt. 2016. augusztus 31-ével kivezették a Libri-Shopline Kereskedelmi Nyrt. részvényeit a Budapesti Értéktőzsdéről (BÉT), ettől a naptól a társaság neve Libri-Bookline Kereskedelmi Zrt.-re változott.
A fúzió után a kereskedői és kiadói üzletág együtt 15,9 milliárd forintos forgalom mellett 700 millió forint feletti adózott eredményt hozott a cégnek 2016-ban.
Jelenleg a Libri-Bookline Zrt. a közép-európai régió egyik legjelentősebb kulturális vállalata. 2020-ban egyes források szerint 40-50 antikváriummal állt kapcsolatban.

## A rendeléstől a kézbevételig
Online könyvrendelés esetén bolti és futáros átvételre van lehetőség. A könyvek boltba és futárhoz juttatását jelenleg egy 118 főből álló raktár látja el.
A futáros könyvátvétel a világ összes országába biztosított.
Naponta átlagosan 3000 csomagot juttat el a raktár a megrendelőkhöz a futárokon keresztül, a bolti átvételnél ez a szám 500 csomag.
2018 karácsonya óta már csomagoló gép is segíti az ott dolgozókat, hogy az igényeket maximálisan ki tudják szolgálni.

## A Bookline mint márka
A márka trendalkotó eszmeiségét rendszeres olvasásnépszerűsítő és közösségépítő kampányok, valamint olyan offline megoldások erősítik, mint a Bookline Könyvek, a Bookline Busz, valamint a főváros két csomópontján található Bookline üzletek (Bookline Móricz, Bookline Astoria).
Bookline Móricz Könyvesbolt és Kávézó
Budapest egyik legpörgősebb csomópontján 2018-ban nyílt meg a Bookline Móricz Könyvesbolt és Kávézó. Az üzletben az aktuális könyvkínálat mellett hónapról-hónapra izgalmas eseményekkel, beszélgetésekkel és különleges akciókkal várják a vendégeket.  Az üzlet 2018 nyarától hivatalosan is kutyabarát helyként üzemel, emellett pedig elkötelezett a környezetvédelem iránt. Felelős üzletként kezdetek óta környezetkímélő poharakkal csomagolással dolgoznak, a fennmaradó hulladékot pedig szelektíven kezelik.  2019-ben a Legjobb in-store ügyfélélmény díját nyerte el Az Év Kereskedője versenyen.
Bookline Busz
A food truckok mintájára 2017-ben indult útjára a Bookline Busz, amely egyszerre működik könyvesboltként, kávézóként és közösségi térként. A hagyományos boltformákon túllépő üzlet rendszeres vendége az ország legnagyobb fesztiváljainak és kulturális rendezvényeinek, folyamatosan változó, helyszínhez igazított könyvkínálattal. 2018-ban a Bookline Buszt három kategóriában is díjazták az Év Kereskedője versenyen.
Bookline Könyvek:
A 2012 óta megjelenő Bookline Könyvek különleges témaválasztásaikkal, minőségükkel és sokszínűségükkel a Bookline márka fiatalos, trenddiktáló eszmeiségét erősítik tovább. A Bookline a magyarországi internetes piac meghatározó szereplőjeként feladatának tartja, hogy a hazai és nemzetközi sikerkönyvek megjelentetése mellett problémaérzékeny válaszokat adjon napjaink legaktuálisabb kérdéseire is. A saját kiadású könyvek között egyaránt megtalálhatók hiánypótló tényirodalmi munkák, életvezetéssel kapcsolatos kiadványok, gasztronómiai kalauzok és gyermekkönyvek – többek között olyan kiváló szerzők tollából, mint Al Ghaoui Hesna, Gyurkó Szilvia, Munk Veronika, Palya Bea, Polgár Judit vagy épp Szél Dávid.

## Díjai, elismerései
A webáruház számos díjjal is rendelkezik. Többször is elnyerte az Év Internetes Kereskedője díjat, továbbá megválasztották az Év Könyvkereskedőjének, valamint az Év Honlapjának is. 2013-ban az Ország Boltja Népszerűségi díját kapta meg Könyv, CD, DVD kategóriában.
- Az Év Internetes Kereskedője 2005
- Az Év Internetes Kereskedője 2009
- Az Év Könyvkereskedője 2009 (MKKE)
- Az Év Internetes Kereskedője 2010
- Az Év Honlapja, e-kereskedelem kategória - 2012
- Az Ország Boltja 2013 - Népszerűségi díj - Könyv, CD, DVD kategória - 2013
- Az Év Kereskedője 2018 (Bookline Busz) Archiválva 2020. június 10-i dátummal a Wayback Machine-ben
- A Legjobb Multichannel Fejlesztés 2018 (Bookline Busz) Archiválva 2020. június 10-i dátummal a Wayback Machine-ben
- A Legjobb Ügyfélélmény 2018 (Bookline Busz) Archiválva 2020. június 10-i dátummal a Wayback Machine-ben
- Az Év Kereskedője 2019 Archiválva 2020. június 10-i dátummal a Wayback Machine-ben
- Legjobb In-store Ügyfélélmény 2019 Archiválva 2020. június 10-i dátummal a Wayback Machine-ben